# Adolf-Grimme-Preis 1983
Der 19. Adolf-Grimme-Preis wurde 1983 verliehen. Die Preisverleihung fand am 17. März 1983 im Theater Marl statt.
Im Rahmen der Veranstaltung wurden auch weitere Preise, unter anderem auch der „Publikumspreis der Marler Gruppe“, vergeben.

## Preisträger

### Adolf-Grimme-Preis mit Gold
- Werner Masten (für die Regie bei Das Glück beim Händewaschen, ZDF)
- Alfred Biolek (für die Gesamtleistung bei Bio’s Bahnhof, WDR)
- Michael Lentz (für Buch und Regie zu Wie in alten Zeiten, WDR)
- Leo Lehman (Buch), Franz Peter Wirth (Regie), Dana Vávrová (Hauptdarstellerin) (für die Sendereihe Ein Stück Himmel WDR)
- Fritz Lehner (für die Sendung Schöne Tage, SFB)

### Adolf-Grimme-Preis mit Silber
- Annette Humpe (für die Regie bei Jetzt kommt die Flut: Liebe, Geld und Tod, NDR)
- Dieter Hildebrandt, Gerhard Polt und Gisela Schneeberger (für Buch und Darstellung bei Scheibenwischer vom 14. Januar 1982, SFB)
- Maria Neocleous (Buch und Regie), Stephan Meyer (Buch und Regie) und Jörn Klamroth (Produktion) (für die Sendung Die Knapp-Familie, Folge 4 und 5, ZDF)

### Besondere Ehrung
- Anna-Luise Heygster (für die Einrichtung und Durchführung der Mainzer Tage der Fernsehkritik)

### Ehrende Anerkennung
- Robert Muller (Buch), Egon Günther (Buch und Regie) und Gérard Vandenberg (Kamera) (für die Sendung Exil, WDR)
- Peter Krieg (für Buch und Regie zu Bahnhofstraße Zürich oder Das Packeissyndrom, SWF)
- Lea Rosh (für Buch und Regie zu Holocaust: Die Tat und die Täter, ZDF)
- Gisela Gassner und Hans-Jürgen Haug (für Buch und Regie zu Kiel Gaarden: Ein Stadtteil lebt mit seinen Ausländern, ZDF)
- Michael Kuball und Alfred Behrens (für Buch und Regie zu Teufelsmoor, RB)
- Robert Stromberger (für Buch und Regie zu Tod eines Schülers, ZDF)

### Sonderpreis des Kultusministers von Nordrhein-Westfalen
- Horst Königstein und Heinrich Breloer (für Buch und Regie zu Das Beil von Wandsbek, NDR/WDR)

### SonderpreisAusländer
- Yoash Tatari (für die Sendung Ausländer raus? – Ein Ort in Deutschland, WDR)

### Publikumspreis der Marler Gruppe
- Peter Lilienthal (für Buch und Regie bei Der Aufstand, ZDF)
- Dieter Hildebrandt (für die Sendung Scheibenwischer, SFB)
- Bahnhofstraße Zürich oder Das Packeissyndrom, SWF